# Banfa Sylla
Banfa Sylla (ur. 19 lipca 1996 w Yabayo) – iworyjski piłkarz grający na pozycji środkowego pomocnika. Od 2022 jest zawodnikiem klubu Maghreb Fez.

## Kariera klubowa
Swoją piłkarską karierę Sylla rozpoczął w klubie ASI Abengourou. W sezonie 2014/2015 zadebiutował w jego barwach w pierwszej lidze iworyjskiej. W 2018 roku odszedł do SC Gagnoa, a w latach 2019-2021 występował w FC San Pédro. W sezonach 2019/2020 i 2020/2021 wywalczył z nim dwa wicemistrzostwa Wybrzeża Kości Słoniowej.
Latem 2021 Sylla przeszedł do marokańskiego Maghrebu Fez. Swój debiut w nim zaliczył 12 września 2021 w zremisowanym 0:0 domowym meczu z Renaissance Berkane.

## Kariera reprezentacyjna
W reprezentacji Wybrzeża Kości Słoniowej Sylla zadebiutował 13 sierpnia 2017 w przegranym 1:2 meczu Mistrzostw Narodów Afryki 2018 z Nigerią, rozegranym w Niamey.